# Lithophane lemmeri
Lithophane lemmeri là một loài bướm đêm thuộc họ Noctuidae. Nó được tìm thấy ở khu vực miền đông của Hoa Kỳ và các khu vực phụ cận ở Canada.
Sải cánh dài khoảng 40 mm. Con trưởng thành bay từ tháng 6 đến tháng 7 tùy theo địa điểm.
Ấu trùng ăn Atlantic white-cedar và miền đông red-cedar.